# شیرینی‌خوران
شیرینی خوران (شال و انگشتری کردن) یکی از مراسم سنتی فرآیند ازدواج در ایران است و آن عبارت است از مجلسی زنانه که در آن، خانواده داماد هدایایی از جمله طاقه شال ترمه را به عروس پیشکش می کنند. 
رسم است که طاق شال را به همراه چند خوانچه (سینی تزئین شده) و شاخه نبات از قبل (پیش از ظهر) به منزل عروس بفرستند و زنان محترم خانواده داماد بعد از غروب به منزل عروس روند. چای و شربت و شیرینی بخورند و حلقه نامزدی به دست عروس کنند. امروزه مراسم نامزدی در بیشتر جاهای ایران جایگزین مراسم شیرینی خوران شده است.